# 문승훈
문승훈(文昇勳, 1966년 3월 14일 ~ )는 전 KBO 리그 해태 타이거즈의 내야수이자, 현재는 KBO 소속 심판위원이다. 그의 조카는 KIA 타이거즈 내야수인 문선재와 두산 베어스의 내야수인 문진제이다.

## 오심 논란
2014년 5월 20일, 21, 22일 목동구장에서 열린 한화 이글스와 넥센 히어로즈의 정규시즌 주중 3연전 경기에서 매 경기마다 연속으로 오심이 쏟아졌다. 한 시리즈에서 한화 이글스에만 불리한 편파 오심이 연속으로 나와 승부조작이 의심되는 문승훈 심판조의 5월 20일 ~ 22일 한화 - 넥센 전을 언론에서는 일명 오심 시리즈라고 부른다. 문승훈 심판조의 오심 시리즈로 인해 KBO는 이영재 심판에게 징계를 내렸고, 비디오 판독 확대와 4심 합의제를 조기 도입하겠다고 밝힌 계기가 된 역사적 오심 사건이다.
2014년 5월 20일 목동 한화 - 넥센 전에서 홈 플레이트를 지키고 있던 한화 포수 정범모가 좌익수 뜬공 후 태그업하여 홈으로 쇄도하는 김민성을 여유 있게 태그하였지만, 느닷없이 이영재주심이 홈 플레이트를 밟지도 못한 김민성을 세이프 선언하여 승부조작에 대한 의혹이 일었다. 육안으로도 쉽게 판단 가능한 완전한 아웃이었다. 한화 선수들이 강력하게 어필을 했지만 판정은 번복되지 않았다. 이영재 오심으로 실점한 뒤 송창현의 투구수가 급격히 늘어나면서 제구가 흔들렸다. 이영재의 오심은 경기의 흐름을 바꿔놓아 승패에 직접적인 영향을 미쳤으며, 이영재의 결정적인 오심으로 피해를 본 한화 이글스는 넥센에 1:3 패배하였다. 승부조작이 의심된다는 질타에도 KBO 심판위원회는 이영재에게 제재금 50만원이라는 가벼운 징계만 내렸다.
하지만 5월 21일 경기서도 석연찮은 판정과 오심이 나왔다. 김응용 한화 이글스 감독은 이날 6회 2사 2루 상황에서 넥센 윤석민의 추격 1타점 2루타 판정에 대해 항의하며 선수단을 철수시켰다. 문승훈 심판은 오심과 편파 판정을 저지르고도 뻔뻔하게 "작년 얘긴 하지마 나하고 안했어" 라고 반말로 막말을 내뱉고, 오심에 항의하는 한화 이글스 김응용 감독을 퇴장시켰다. 오심은 9회 4:4 동점의 팽팽한 승부처에서도 나왔다. 9회 초 한화의 선두타자 고동진이 내야안타성 타구를 때렸다. 고동진이 1루 베이스를 밟을 시점에서 박병호로부터 송구를 받은 투수 마정길의 발이 떨어졌다. 하지만 문승훈 심판은 아웃을 선언했다. 한화로서는 많이 억울한 상황이었다. 9회 공격 첫 타자를 내보낼 수 있는 절호의 기회가 무산됐다. 이 날 한화는 연속 홈런으로 문승훈 심판조의 편파 오심 담합을 극복하고 승리를 거두었다.
5월 22일 경기에서도 오심은 나왔다. 6회 2사 주자 없는 상황 클레이는 김민성에게 유격수 방면의 땅볼을 이끌어냈다. 하지만 유격수 한상훈의 송구는 다소 높게 향했고, 1루수 김태균은 껑충 뛰어 타구를 잡아낸 이후 다시 1루 베이스를 밟았다. 이후 김민성이 1루 베이스를 더 늦은 타이밍에 밟았으나 김준희 1루심은 이를 세이프로 선언했다. 판정 직후 클레이가 주심을 향해 손을 벌리며 판정에 대해 아쉬움을 표시할 정도로 명백한 오심이었다. 더군다나 김준희 1루심은 해당 상황을 정확하게 볼 수 있는 위치에 있었음에도 오심을 범했다. 공식적으로는 한상훈의 실책으로 기록되었으나 실제로는 오심의 결과였다. 전날 선수단 퇴장을 부른 3루 윤석민페어판정을 내린 당사자가 김준희 심판이었다는 점을 감안하면 의도적인 보복성 오심이 의심되기 때문에 야구 팬들의 분노를 가져왔다. KBO는 심판조를 엄중 경고하고, 비디오 판독을 조기 도입하겠다고 밝혔다.
2015년 6월 12일 대전 한화 - LG의 시즌 7차전에서도 논란이 될 만한 오심이 나왔다. 한화가 추격을 전개한 3회말 2사 1,2루 찬스에서 한화 타자 김태완은 볼카운트 투스트라이크에서 LG 투수 임정우가 3구째 낮게 떨어지는 각도 큰 커브를 서서 바라봤다. 그런데 이 순간 구심을 맡은 문승훈 심판이 지체하지 않고 스트라이크 아웃을 선언했다. 삼진을 당한 김태완은 당혹스러워했고, 공수교대가 되는 순간 한화 김성근 감독이 곧바로 덕아웃에서 뛰쳐나와 문승훈 심판에게 스트라이크 판정을 놓고 강하게 항의했다. 임정우의 커브는 김태완의 무릎 한참 아래 떨어진 명백한 볼로 생각할 수 있지만 스트라이크 존을 통과했다. 심판들의 스트라이크존에 자주 어필했던 김 감독이지만 이날처럼 격렬한 반응은 볼 수 없었다. 이 판정 이후 관중들은 문승훈 심판의 판정에 야유를 보내며 분위기가 크게 술렁였다.

## 에피소드
LG 트윈스의 경기에서 그가 주심일 때 유난히 LG 트윈스의 투수들은 웬만한 공을 다 스트라이크로 인정하고 상대 팀의 투수들은 똑같은 코스여도 볼로 판정하자 '숙부라이크', '루킹삼촌' 등으로 비아냥거린다.

## 출신 학교
- 광주송원중학교
- 영흥고등학교
- 계명대학교